# Cooperstown (New York)

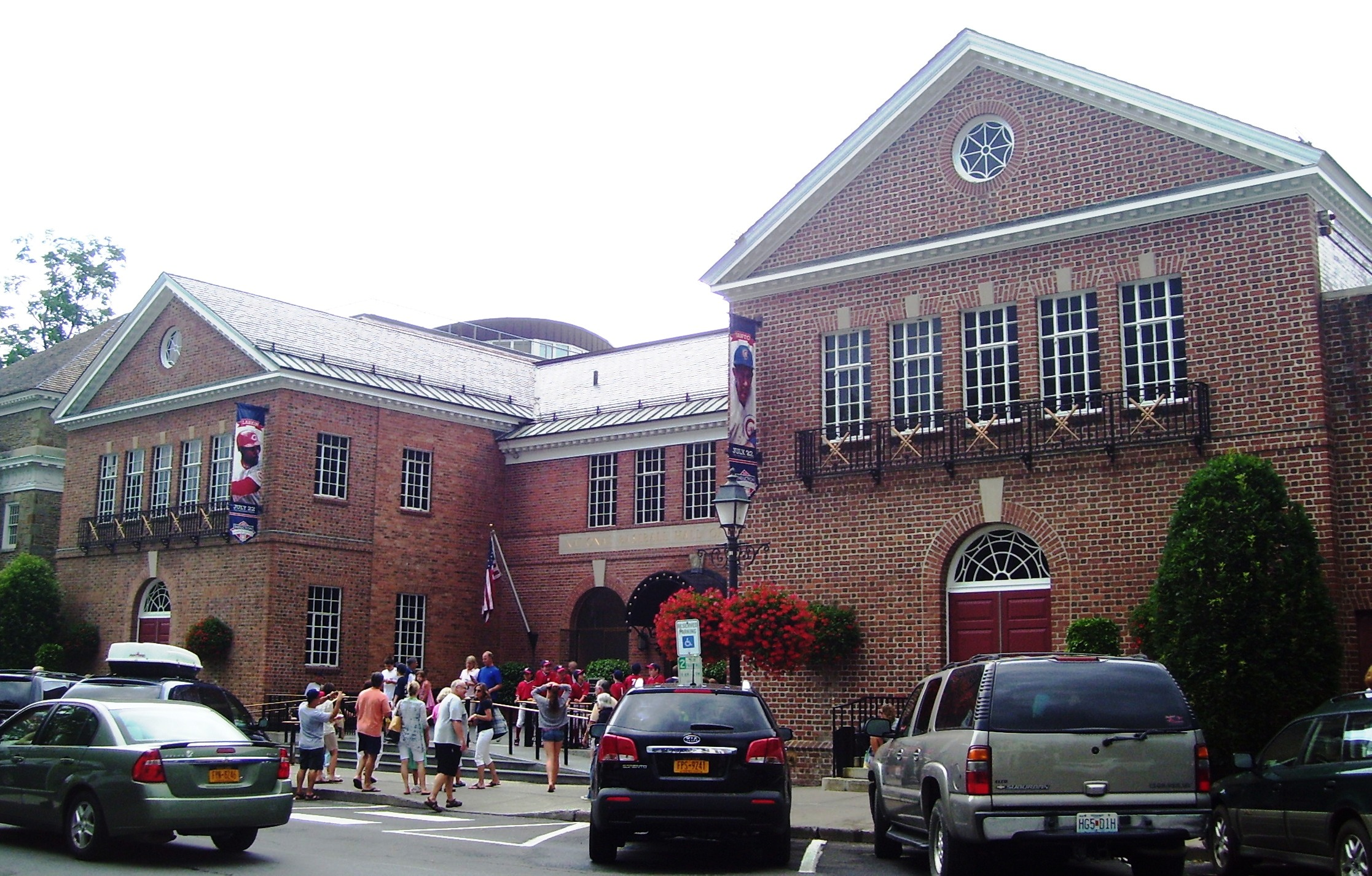
De National Baseball Hall of Fame

Cooperstown is een kleine plaats in de staat New York in de Verenigde Staten. De plaats heeft een oppervlakte van 4,1km² en had in het jaar 2000 ongeveer 2030 inwoners. Er gelden strenge bouwvoorschriften om het oorspronkelijke karakter van de stad te handhaven.
In Cooperstown is de Hall of Fame van honkbalsterren. Het westelijk deel van de plaats behoort sinds 1812 tot Otsego en het kleinere oostelijke deel behoort bij Middlefield.
Cooperstown is de hoofdstad van Otsego County en ligt aan de zuidelijke oever van het Otsego Lake. In de buurt van de stad begint uit dit meer een van de beide toestromen van de Susquehanna River.

## Plaatsen in de nabije omgeving
De onderstaande figuur toont nabijgelegen plaatsen in een straal van 28 km rond Cooperstown.

## Geboren in Cooperstown
- Robert Gibson (1946), astronaut
- Jon Gardella (1948), in Nederland werkzaam beeldend kunstenaar en dichter
- Steve Wilder (1970), acteur